# Клевець Федір Никифорович
Федір Никифорович Клевець (нар. 1915, село Райлянка Бессарабської губернії, тепер село Ройлянка Саратського району Одеської області — ?) — радянський діяч, голова колгоспу імені Андреєва Старокозацького району Ізмаїльської області. Депутат Верховної Ради УРСР 3-го скликання.

## Життєпис
Народився в родині селянина-бідняка Никифора Клевця, який у 1941 році очолював колгосп у селі Райлянці.
Закінчив Райлянську сільську школу. Рік навчався у Аккерманській вчительській семінарії, яку покинув через важке матеріальне становище. Наймитував, працював у сільському господарстві.
З 1940 року, після окупації Бессарабії радянськими військами, працював в колгоспі села Райлянки. Під час німецько-радянської війни арештовувався румунською поліцією.
З 1944 року працював колгоспником, потім — у районних організаціях Старокозацького району Ізмаїльської області.
У 1948—1950 роках — голова колгоспу «Шлях Ілліча» села Ройлянки Старокозацького району Ізмаїльської області. З серпня 1950 року — голова укрупненого колгоспу імені Андреєва села Ройлянки Старокозацького району Ізмаїльської області.

## Нагороди
- ордени
- медалі